# Pielice (jezioro)
Pielice (niem. Pehlitz See) –  niewielkie jezioro  na Pojezierzu Dobiegniewskim, w powiecie strzelecko-drezdeneckim, w gminie Strzelce Krajeńskie.
Jezioro od wschodu otoczone lasami, zaś od zachodu przylega do miejscowości Pielice. W odległości kilkuset metrów na wschód od brzegów jeziora położone jest jezioro Osiek.